# ATC代码 (L02)
ATC代码L02（内分泌疗法）是解剖学治疗学及化学分类系统的一个药物分组，这是由世界卫生组织药物统计方法整合中心所制定的药品及其它医用产品的官方分类系统。分组L02是L抗肿瘤药及免疫用药的一部分。
兽用代码（ATCvet码）可以在人用ATC代码前加Q字母：QL02等。
国家ATC分类可能包括列表中没有的其它分类，列表为世界卫生组织（WHO）版本。

## L02A 激素及其相关药物（Hormones and related agents）

### L02AA雌激素类（Estrogens）
L02AA01 己烯雌酚（Diethylstilbestrol）
L02AA02 聚雌二醇磷酸酯（Polyestradiol phosphate）
L02AA03 炔雌醇（Ethinylestradiol）
L02AA04 磷雌酚（Fosfestrol）

### L02AB孕激素类（Progestogens）
L02AB01 甲地孕酮（Megestrol）
L02AB02 甲羟孕酮（Medroxyprogesterone）
L02AB03 孕诺酮（Gestonorone）

### L02AE促性腺素释放激素同系物（Gonadotropin-releasing hormone analogues）
L02AE01 布舍瑞林（Buserelin）
L02AE02 亮丙瑞林（Leuprorelin）
L02AE03 戈舍瑞林（Goserelin）
L02AE04 曲普瑞林（Triptorelin）

## L02B 激素拮抗药及其相关药物（Hormone antagonists and related agents）

### L02BA 抗雌激素类（Anti-estrogens）
L02BA01 他莫昔芬（Tamoxifen）
L02BA02 托瑞米芬（Toremifene）
L02BA03 氟维司群（Fulvestrant）

### L02BB 抗雄激素类（Anti-androgens）
L02BB01 氟他胺（Flutamide）
L02BB02 尼鲁米特（Nilutamide）
L02BB03 比卡鲁胺（Bicalutamide）

### L02BG酶抑制药类（Aromatase inhibitors）
L02BG01 氨鲁米特（Aminogluthetimide）
L02BG02 福美坦（Formestane）
L02BG03 阿那曲唑（Anastrozole）
L02BG04 来曲唑（Letrozole）
L02BG05 伏氯唑（Vorozole）
L02BG06 依西美坦（Exemestane）

### L02BX 其它激素拮抗药及其相关药物（Other hormone antagonists and related agents）
L02BX01 阿巴瑞克（Abarelix）
L02BX02 地格瑞克（Degarelix）
L02BX03 阿比特龙（Abiraterone）